# Microsoft Windows
 Microsoft Windows är ett samlingsnamn för flera familjer av operativsystem med mycket bred spridning på persondatorer, handdatorer och på senare tid även mobiltelefoner. Det är skapat av Microsoft och är företagets flaggskepp, tillsammans med Office-produkterna. Namnet Windows (engelska för "fönster") syftar just på systemets grafiska användargränssnitt med fönsterhantering.

## Historia
Från början av 1970-talet utvecklade forskare och utvecklare principer för grafiska användargränssnitt, bland annat vid Xerox utvecklingsenhet i Palo Alto. Mot slutet av 1970-talet hade den tekniska utvecklingen fortskridit så att det var möjligt att implementera dessa idéer på persondatorer.
Microsoft började utvecklingen av ett grafiskt användargränssnitt september 1979 med arbetsnamnet Interface Manager efter att Bill Gates sett Apples operativsystem. I november 1983 gick Microsoft ut med information om gränssnittet som nu döpts om till Windows. Detta skedde direkt efter att Apple lanserat persondatorn Lisa som också hade ett grafiskt gränssnitt och som Gates erkänt att ha stulit. Dock såg han det som att båda hade stulit ifrån Xerox. I själva verket hade Apple stulit Xerox grundtanke. Vid samma tid hade även VisiCorp lanserat Visi On, som var ett grafiskt gränssnitt för IBM-kompatibla datorer. Lisa var en dyr dator och VisiCorp hade mycket höga hårdvarukrav.
Ett problem med de då existerande grafiska gränssnitten var deras höga kostnad på grund av omfattande hårdvarukrav samt bristen på program. Windows planerades därför att vara mindre resurskrävande. Dessutom valde Microsoft att släppa API-gränssnittet fritt så även deras konkurrenter kunde utveckla program för deras plattform. Dessa tidiga beslut kan antas vara grunden till Windows bredd i dag.
I november 1985 kom den första Windowsversionen. Även om det installerades ovanpå Unix-klonen Xenix eller MS-DOS 2.0, är Windows 1.0 inte enbart ett grafiskt skal. Eftersom MS-DOS i stort sett saknade grafikstöd måste Windows 1.0 innehålla de flesta av de funktioner som normalt förknippas med ett operativsystem. Dessutom innehöll Windows rutiner för minneshantering och multikörning som saknades i MS-DOS. MS-DOS var begränsad till 640 kB internminne på grund av bakåtkompatibilitet. Den begränsningen hade inte Windows. 
Redan Windows 1.0 hade ett API (Application Programming Interface) som gjorde att programvaruutvecklare kunde utveckla mjukvara som utnyttjade Windows grafiska användargränssnitt. Endast ett begränsat utbud av program utvecklades dock för Windows 1.0. 
Det påtagligt förbättrade Windows 2.0 lanserades 1987 och ett antal marknadsledande tillämpningsprogram utvecklades nu för Windows, inklusive Excel, Aldus Pagemaker och Corel DRAW!. Det var dock först med Windows 3.0 år 1990 som de flesta användare av PC-datorer övergick till Windows.
Windows NT (1993) var den första Windows-versionen som inte krävde DOS och är egentligen det första Windows som var ett fullödigt operativsystem. Den senaste versionen av Windows, som släpptes för privatpersoner den 5 oktober 2021, är Windows 11.

## Versionshistorik

### DOS
| Windows-versioner på DOS    | Windows-versioner på DOS | Windows-versioner på DOS |
| Namn                        | År                       | Kodnamn                  |
| --------------------------- | ------------------------ | ------------------------ |
| Windows 1.0                 | 1985                     | Interface Manager        |
| Windows 2.0                 | 1987                     | N/A                      |
| Windows 3.0                 | 1990                     | 3.0                      |
| Windows 3.1                 | 1992                     | Janus                    |
| Windows for Workgroups 3.1  | 1992                     | Kato, Sparta             |
| Windows for Workgroups 3.11 | 1994                     | Snowball (LB)            |
| Windows 95                  | 1995                     | Chicago                  |
| Windows 95B (OSR2)          | 1996                     | Detroit                  |
| Windows 98                  | 1998                     | Memphis                  |
| Windows 98 Second Edition   | 1999                     | Memphis                  |
| Windows Millennium          | 2000                     | Georgia                  |

### Windows NT
| Windows NT                           | Windows NT | Windows NT                        |
| Namn                                 | År         | Kodnamn                           |
| ------------------------------------ | ---------- | --------------------------------- |
| Windows NT 3.1                       | 1993       | OS/2 3.0                          |
| Windows NT 3.5                       | 1994       | Daytona                           |
| Windows NT 3.51                      | 1995       | Daytona                           |
| Windows NT 4.0                       | 1996       | Cairo, SUR (Shell Update Release) |
| Windows NT 4.0 Embedded              | 1999       | Impala                            |
| Windows 2000                         | 2000       | Windows NT 5.0                    |
| Windows XP                           | 2001       | Whistler                          |
| Windows XP Embedded                  | 2001       | Mantis                            |
| Windows XP Media Center Edition      | 2002       | eHome                             |
| Windows XP Media Center Edition 2003 | 2002       | Freestyle                         |
| Windows XP Media Center Edition 2004 | 2003       | Harmony                           |
| Windows XP Media Center Edition 2005 | 2005       | Symphony                          |
| Windows XP Service Pack 2            | 2004       | Springborad                       |
| Windows Vista                        | 2007       | Longhorn                          |
| Windows Vista Service Pack 1         | 2008       | Fiji                              |
| Windows XP Service Pack 3            | 2008       | Freestyle                         |
| Windows Vista Service Pack 2         | 2009       | Fiji                              |
| Windows 7                            | 2009       | Windows codname 7                 |
| Windows 7 Service Pack 1             | 2011       | Fiji                              |
| Windows 8                            | 2012       | Wind                              |
| Windows 8.1                          | 2013       | Blue                              |
| Windows 10                           | 2015       | Threshold                         |
| Windows 11                           | 2021       | Sun Valley                        |
| Windows 11 22H2                      | 2022       | Nickel, Sun Valley 2              |
| Windows 11 23H2                      | 2023       | Copper, Sun Valley 3              |
| Windows 11 24H2                      | 2024       | Zinc, Next Valley                 |

### Windows Server
| Windows NT - Server            | Windows NT - Server | Windows NT - Server      |
| Namn                           | År                  | Kodnamn                  |
| ------------------------------ | ------------------- | ------------------------ |
| Windows NT Advanced Server 3.1 | 1996                | Hades                    |
| Windows NT Server 4.0          | 1996                | Cairo, SUR               |
| Windows 2000 Server            | 2000                | Windows NT 5.0           |
| Windows Server 2003            | 2003                | Whistler Server          |
| Windows Server 2003 Release 2  | 2006                | Windows Server 2003 R2   |
| Windows Home Server            | 2007                | Q, Quattro               |
| Windows Server 2008            | 2008                | Longhorn Server          |
| Windows Server 2008 Release 2  | 2009                | Windows Server 7         |
| Windows Server 2012            | 2012                | Windows Server "8"       |
| Windows Server 2012 R2         | 2013                | Windows Server 2012 Blue |
| Windows Server 2016            | 2016                | Windows Server vNext     |
| Windows Server 2019            | 2018                | 18H2                     |
| Windows Server 2022            | 2021                | Azure                    |
| Windows Server 2025            | 2024                | Germanium                |

### Windows CE
| Windows CE                 | Windows CE | Windows CE |
| Namn                       | År         | Kodnamn    |
| -------------------------- | ---------- | ---------- |
| Windows CE 1.0             | 1996       | Pegasus    |
| Windows CE 2.0             | 1997       | Birch      |
| Windows CE 3.0             | 2000       | Cedar      |
| Windows CE 4.0             | 2001       | Talisker   |
| Windows CE 4.1             | 2002       | Jameson    |
| Windows CE 4.2             | 2003       | McKendric  |
| Windows CE 5.0             | 2004       | Macallan   |
| Windows Embedded CE 6.0    | 2006       | Yamazaki   |
| Windows Embedded Compact 7 | 2009       | Chelan     |

### Pocket PC
| Namn           | År   | Kodnamn |
| -------------- | ---- | ------- |
| Pocket PC 2000 | 2000 | Rapier  |
| Pocket PC 2002 | 2002 | Merlin  |

### Windows Mobile
| Windows Mobile       | Windows Mobile | Windows Mobile |
| Namn                 | År             | Kodnamn        |
| -------------------- | -------------- | -------------- |
| Windows Mobile 2003  | 2003           | Ozone          |
| Windows Mobile 5     | 2005           | Magneto        |
| Windows Mobile 6     | 2007           | Crossbow       |
| Windows Mobile 6.1.4 | 2008           | 6 on 6         |
| Windows Mobile 6.5   | 2009           | Titanium       |

### Windows Phone
| Windows Phone     | Windows Phone | Windows Phone |
| Namn              | År            | Kodnamn       |
| ----------------- | ------------- | ------------- |
| Windows Phone 7   | 2010          | Photon        |
| Windows Phone 7.5 | 2011          | Mango         |
| Windows Phone 8   | 2012          | Apollo        |
| Windows phone 7.8 | 2013          | N/A           |
| Windows Phone 8.1 | 2014          | Blue          |
| Windows 10 Mobile | 2015          | Threshold     |

### Windows CE
Windows CE 1.0 släpptes 1996 och var det enda operativsystemet i familjen fram till 2003. Under 2003 grenades familjen upp i Windows CE och Windows Mobile, och en Windows Embedded CE kom 2006. År 2009 bytte Windows Mobile namn till Windows Phone och 2010 släpptes Microsoft Kin.

## Windows 1
Huvudartikel: Windows 1.0
Windows 1.0 släpptes 1985 och var ett grafiskt användargränssnitt som kördes ovanpå MS-DOS, men innehöll även flera typer av funktioner som normalt förknippas med operativsystem. Detta inkluderade minneshantering, grafikstöd och stöd för mus. 
En brist i Windows 1.0 var att den medföljande filhanteraren, MS-DOS Centralen uppfattades som användarovänlig. Den var klart mindre utvecklad än motsvarigheten i Mac OS Classic, den så kallade Finder. En annan brist i Windows var att det inte kunde hantera överlappande fönster, utan dessa måste placeras sida vid sida på skärmen. Vidare fanns ett begränsat utbud av programvara för Windows 1.0.
Två styrkor med Windows 1.0 jämfört med Mac OS Classic vid denna tidpunkt var att Windows kunde köra flera Windows-program samtidigt (s.k. multitasking) samt att Windows kunde användas med färgskärm. Dessa funktioner infördes först senare i Mac OS Classic.
Windows 1.0 var en flopp och fick dålig kritik av både media och konsumenter.

## Windows 2
Huvudartikel: Windows 2.0
Windows 2.0 hade bland annat överlappande fönster samt förbättrad minneshantering och multikörning. Senare kom Windows /286 (1987) samt Windows /386 (1988) vilket syftade på de processorer från Intel som de avsågs att köra på.
Nu lanserades framgångsrik programvara för Windows, inklusive Excel, Word for Windows, Aldus Pagemaker (senare uppköpta av Adobe) och Corel DRAW!. Detta ledde till att Windows användarbas ökade.

## Windows 3
Huvudartikel: Windows 3.0
Windows 3 blev genombrottet för Windows. Framförallt med uppdateringen Windows 3.1 och den kontorsinriktade Windows 3.11 for Workgroups, vilka innehöll viktiga uppdaterade funktioner, bland annat för 32-bitars filåkomst. Gränssnittet var rejält förbättrat. Fortfarande var Windows ett system med frivillig multikörning.
Succén med Windows 3.1 var så stor att Microsoft beslutade lägga ner samarbetet med IBM om utvecklingen av OS/2 som var menat att bli nästa generations operativsystem för persondatorer.

## Windows NT
Huvudartikel: Windows NT
När OS/2-samarbetet med IBM bröts satsade man på ett nytt namn och egen utveckling av OS/2. Det kom att kallas Microsoft Windows NT, där NT stod för New Technology. I Windows NT 4 och även i viss mån 2000 och XP går det fortfarande att köra 16-bitars program för OS/2 1.x. 
Under ledning av Dave Cutler – tidigare ledare under utvecklingen av DEC:s operativsystem VMS – tog man fram den nya versionen med ett förbättrat 32-bitars multikörningssystem med inbyggt nätverksstöd och fullt fleranvändarstöd. Så stor var framgången med Windows 3.1 att Windows NT släpptes i sin första version under namnet Windows NT 3.1, någon version 1.0 eller ens 3.0 fanns aldrig av NT. Just namngivningen är en sak som var omtvistad såväl internt som hos programmerare då Windows NT 3.1 släpptes.
I sitt yttre såg Windows NT 3.x ut väldigt mycket som Windows 3.x. Den största skillnaden var att inloggning krävdes, samt att den berömda trefingersaluten som dök upp då man loggade in, Ctrl+Alt+Del, numera inte startade om systemet utan tjänade som ”säker användarhantering”. 
Windows NT var huvudsakligen anpassat för företag och hade enligt många ett begränsat stöd för spel.
Windows NT 3.1, lanserat i mars 1993, blev det första operativsystemet att stödja Unicode. Tidigare fanns endast stöd för ANSI, och allteftersom Microsoft försökte etablera sig i länder där andra teckenkodningar krävs infördes Unicodestödet. NT 3.1 följdes av uppdateringarna 3.5 och 3.51.
Separata versioner av Windows NT avsedda att använda som servrar släpptes också. De första versionerna kallades Windows NT Advanced Server men Advanced togs senare bort ur namnet eftersom kunder undrade om det kanske fanns en mindre avancerad server-version de kunde köpa till lite lägre pris.
En rolig och tämligen okänd sak är att tidiga versioner av Windows NT, till och med betaversioner av NT4, upprepade gånger innehöll texten copyright OS/2 i koden. Legalt sett var dock detta inget märkligt, då IBM och Microsoft hade gemensam rätt till de först gemensamt utvecklade produkterna, samt i någon mån till namnet.

## Windows 95
Huvudartikel: Windows 95
Windows 95 representerade Microsofts försök att lämna 16-bits-världen och skapa ett kraftfullare operativsystem för hemanvändare. Gränssnittet förnyades ordentligt och operativsystemet var i huvudsak 32-bitars-kod. Stabiliteten i operativsystemet förbättrades dock inte.
Bakåtkompatibilitet var ett nyckelord vid utvecklingen av Windows 95, och stora resurser satsades på att få utvecklare att stötta skiftet till Windows 95 från MS-DOS och Windows 3.x.
År 1997 släpptes även en version med stöd för USB och med vissa uppdateringar.

## Windows NT 4.0
Huvudartikel: Windows NT, Windows NT 4.0
NT 4.0 släpptes 1996, bara ett år efter NT 3.51, och bestod till det yttre huvudsakligen av gränssnittsuppdateringen till en utformning liknande Windows 95. Under ytan fanns andra förbättringar och förändringar. En mer omdiskuterad sådan var att flytta mycket av grafikhanteringen till att köra på kärnnivå, i stället för, som tidigare, ett vanligt användarprogram. Syftet var att förbättra prestanda, men detta ökade också risken för att buggar skulle innebära allvarligare säkerhetshål.

## Windows 98, Windows Me
Huvudartikel: Windows 98, Windows Me
Windows 98 och  Windows Me var de sista relikerna av 16-bitarsspåret i Microsofts operativsystem. Alltmer av 16-bitarsarvet ersattes och funktionerna blev allt fler. Windows Millennium fick aldrig någon efterföljare utan kom att ersättas av Windows XP Home edition.
En viktig skillnad mellan 98 och Me är att båda förvisso bootas i realläge, men i Me kan realläget inte användas till någonting annat - man är hänvisad till emulerade DOS-fönster. Windows 95/98 var i själva verket två operativsystem i ett, vilket kan vara till stor fördel exempelvis om Windows krånglar. Man kan då reparera eventuella skador från realläget utan att behöva extra disketter eller CD-skivor.
En annan skillnad är att Windows Me är mycket mer resurskrävande och även i mångas ögon anses vara snyggare.

## Windows 2000
Huvudartikel: Windows 2000
Windows 2000 var efterföljaren till NT 4.0. Trots att Windows 2000 fortfarande bara marknadsfördes till företag gick det nu utmärkt att spela spel eftersom DirectX nu fanns inbyggt och i en färsk version som även hanterade 3D-acceleration via DirectX, vilket aldrig gjordes i NT 4.0. Drivrutinsstödet blev då ofta det största hindret. I praktiken kunde Windows 2000 ses som en snabbare och stabilare version av Windows 98 och Windows ME. Det finns dock en nackdel med NT-systemen jämfört med Windows 9.x (hit räknas inte Me) - avsaknaden av REAL-läge (det vill säga "äkta" DOS). Windows 2000 var den första Windows-versionen med inbyggt stöd för OpenType- och PostScript Type 1-fonter, samt den första version som innehöll textrenderingssystemet Uniscribe.

## Windows XP
Huvudartikel: Windows XP
Windows XP var den första NT-baserade versionen som riktade sig till både företag och hemanvändare. Rent tekniskt var det en efterföljare till Windows 2000 men många funktioner från de senare versionerna av Windows 9.x-trädet hade lyfts över. Windows XP släpptes dock i flera versioner, "Windows XP Home" och "Windows XP Professional" var de vanligaste. Den största skillnaden mellan dessa var inte priset, utan att hemutgåvan saknade funktioner för större nätverk och domäner samt stöd för datorer med flera processorer. Windows XP finns även i en version kallad Windows XP Media Center Edition och Windows XP Tablet Edition. Den förstnämnda gjord för att skapa ett mediacenter av en dator och den senare speciellt utformad för Tablet PC-datorer.
Windows XP lanserades i slutet av 2001, och växte fram med flera utgåvor och förblev världens vanligaste operativsystem ännu vid den  8 april 2014 när Microsoft slutade ge support för och uppdatera Windows XP.

## Windows Vista
Huvudartikel: Windows Vista
Windows Vista lanserades för allmänheten den 30 januari 2007. Windows Vista har likt föregångarna Windows NT, XP och 2000 inte något äkta Disk Operating System (DOS). De största skillnaderna mellan Windows XP och Windows Vista är det grafiska, den har ett nytt gränssnitt för datorer med 3D-kort, samt en ökad säkerhet bl.a. genom UAC. Förutom detta följer det även med lite fler program, till exempel ett DVD-brännarprogram. Vista har fått mycket kritik för att operativsystemet är väldigt krävande.

## Windows 7
Huvudartikel: Windows 7
Windows 7 är efterföljaren till Windows Vista och lanserades den 22 oktober 2009. Svenska versionen lanserades den 31 oktober 2009. Windows 7 var ett av kodnamnen på windowsversionen (övriga var Blackcomb och Vienna). Windows 7 blev också det slutliga namnet, efter att Microsoft valt att lämna namn- och årtalsbenämningarna på sina Windows-versioner och återgå till versionsnummer. Värt att nämna är att Windows 7 inte är Windows NT version 7.0 i versionsnummer utan version 6.1. Windows 7 finns i följande versioner, Windows 7 Starter, Windows 7 Home Premium, Windows 7 Professional, Windows 7 Enterprise och Windows 7 Ultimate. Samtliga av dessa finns även i 64-bitars utgåva med undantag för Starter som endast finns i 32-bitars.

## Windows 8
Huvudartikel: Windows 8
Windows 8 är ett operativsystem utvecklat av Microsoft och släpptes 2012. Det var designat för att fungera på både stationära datorer och mobila enheter som surfplattor, med ett helt nytt användargränssnitt kallat Metro. Detta gränssnitt fokuserade på touchbaserade enheter och introducerade en Startskärm med dynamiska plattor istället för den traditionella Startmenyn.
Systemkraven för Windows 8 inkluderade en CPU på minst 1 GHz, 1 GB RAM för 32-bitars versionen och 2 GB RAM för 64-bitars versionen. Det krävdes även 16 GB respektive 20 GB hårddiskutrymme beroende på version. För att kunna använda Metro-gränssnittet krävdes ett dedikerat grafikkort med minst 170 MB videominne.

## Windows 8.1
Windows 8.1 är en vidareutveckling av Windows 8 och lanserades den 14 maj 2013, med den skarpa versionen släppt den 17 oktober samma år. Under utvecklingen hade operativsystemet arbetsnamnet "Blue". Windows 8.1 förbättrade flera av funktionerna som introducerades i Windows 8, inklusive en förbättrad Startskärm och bättre integration av Metro UI. En av de största förändringarna var att användare återfick möjligheten att boota direkt till skrivbordet, vilket var en funktion som många saknade i Windows 8.

## Windows 10
Windows 10 släpptes den 29 juli 2015 som efterföljare till Windows 8.1. Det introducerade en återgång till Startmenyn, som blandade traditionella ikoner och dynamiska "Live Tiles". Andra nyheter inkluderade den nya webbläsaren Microsoft Edge, den virtuella assistenten Cortana, och funktioner som Virtual Desktops för att hantera flera skrivbord. Windows 10 erbjöd också en kontinuerlig uppdateringsmodell, vilket innebär att användare fick regelbundna uppdateringar och nya funktioner. Det var designat för att fungera på flera enheter, inklusive stationära datorer, bärbara datorer och surfplattor.

## Windows 11
Windows 11 lanserades den 5 oktober 2021 som en uppföljare till Windows 10. Operativsystemet introducerar ett omarbetat gränssnitt med en centrerad Start-meny och avrundade hörn på fönster. Andra nyheter inkluderar Widgets, Microsoft Teams-integration, samt förbättrad stöd för gaming med Auto HDR och DirectStorage.
Systemkraven för Windows 11 är strängare än tidigare versioner, inklusive behovet av TPM 2.0 och Secure Boot, vilket väckte viss kritik. Uppdateringsmodellen har också förändrats till årliga större uppdateringar, jämfört med halvårsvisa för Windows 10.

## Windows Phone
Huvudartikel: Windows Phone
Windows Phone var ett operativsystem för mobila enheter, utvecklat av Microsoft och lanserades 2010 som en ersättare för Windows Mobile. Det kännetecknades av en unik design med så kallade "Live Tiles" och en fokus på en enkel, användarvänlig upplevelse. Windows Phone 7 var den första versionen, följt av Windows Phone 8 och 8.1, som introducerade nya funktioner som Cortana och förbättrat stöd för appar. Trots sina innovationer och positiva recensioner kämpade Windows Phone med låg marknadsandel och apputbud, vilket ledde till att Microsoft till slut avbröt plattformen 2017. Windows Phone ersattes senare av Windows 10 Mobile, som också avvecklades.